# Barravento
Barravento es una película dramática brasileña de 1962 dirigida por Glauber Rocha. Fue el debut como director de Rocha y está protagonizada por Antônio Pitanga, Luíza Maranhão, Lucy Carvalho y Aldo Teixeira. La trama gira en torno a un ex-pescador que regresa a la aldea en la que se crio para intentar liberar al pueblo del dominio de la religión. Es una de las películas más importantes del movimiento Cinema Novo, que aborda los problemas sociopolíticos de Brasil. Se rodó íntegramente en localizaciones de Salvador de Bahía, entre 1959 y septiembre de 1960.

## Sinopsis

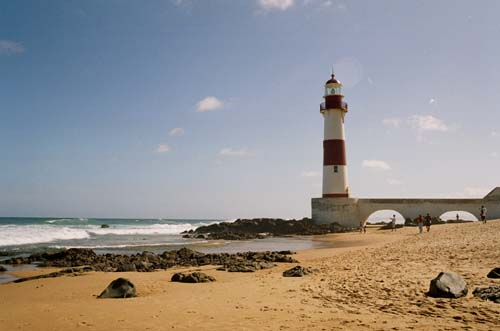
El faro de Itapuã, uno de los escenarios naturales que se ven en la película.

Después de muchos años de ausencia, Firmino vuelve a la comunidad en la que se crio: un pueblo de pescadores de jurel formado por descendientes de antiguos esclavos negros llegados a Brasil desde África. Habitan en una playa de la costa de Bahía. 
Firmino intenta inculcar a los nativos nuevas ideas sobre la libertad, pero la comunidad no le escucha, ya que siguen siendo fatalistas, religiosos, analfabetos y explotados por los comerciantes de la ciudad. Sólo la viuda Cota se acerca a él y se convierte en su amante. Los pescadores siguen las orientaciones de las sacerdotisas y de Mestre, un antiguo protegido de Iemanjá, la diosa del mar en el candomblé, que es la religión que todos profesan. Según la creencia, en su condición de protegido garantiza buen tiempo y pesca abundante a todos los que le acompañen. 
Ante la avanzada edad de Mestre, Iemanjá elige al joven Aruã como nuevo protegido y, como es celosa, para no perder el "encanto", el joven no podrá dormir con ninguna mujer. Esto le hace sufrir ya que se siente atraído por Naína, una chica blanca que vive en el pueblo con su padre Vicente, un devoto de la diosa. Firmino cree que los nativos sólo cambiarán de actitud si demuestra que Aruã no es un "santo" y pide a Cota que acose al chico.

## Reparto
- Antônio Pitanga: Firmino Bispo dos Santos
- Luíza Maranhão: Cota
- Lucy Carvalho: Naína
- Aldo Teixeira: Aruã
- Lidio Silva: Mestre

## Distinciones
La película se presentó en la Quincena de Realizadores, en la selección paralela del Festival Internacional de Cine de Cannes de 1969.